# Artëm Markelov
Artëm Valer'evič Markelov (in russo Артём Вале́рьевич Марке́лов?; Mosca, 10 settembre 1994) è un ex pilota automobilistico russo.

## Carriera

### Kart
Nato a Mosca, Markelov inizia con i kart nel 2006 e corre per la maggior parte della carriera nella sua Russia, salendo progressivamente di livello dallo junior alla categoria KF2 nel 2010.

### ADAC Formula Masters
Nel 2011, Markelov si sposta sulle monoposto, correndo nell'ADAC Formula Master con il team Motopark Academy, arrivando undici volte a podio su ventitré gare, compresa una vittoria al Red Bull Ring. Di conseguenza, Markelov conclude il campionato al 4º posto.

### Formula 3
Durante la stagione 2011, Markelov fa il suo debutto in Formula 3 Euro Series, con Motopark, alla gara di Hockenheim.
Markelov e Motopark - ora sotto il marchio Lotus - corrono nella Formula 3 tedesca nel 2012. Conclude 7º in campionato, con tre podi e due vittorie, una nella gara sprint al Lausitzring e l'altra ad Hockenheim.
Markelov rimane nella serie tedesca per un altro anno, il 2013, sempre con Motopark. Ottiene diciotto podi su ventitré gare, tra i quali vanno ascritte le due vittorie in entrambe le gare al Lausitzring.

### GP2 Series/Formula 2

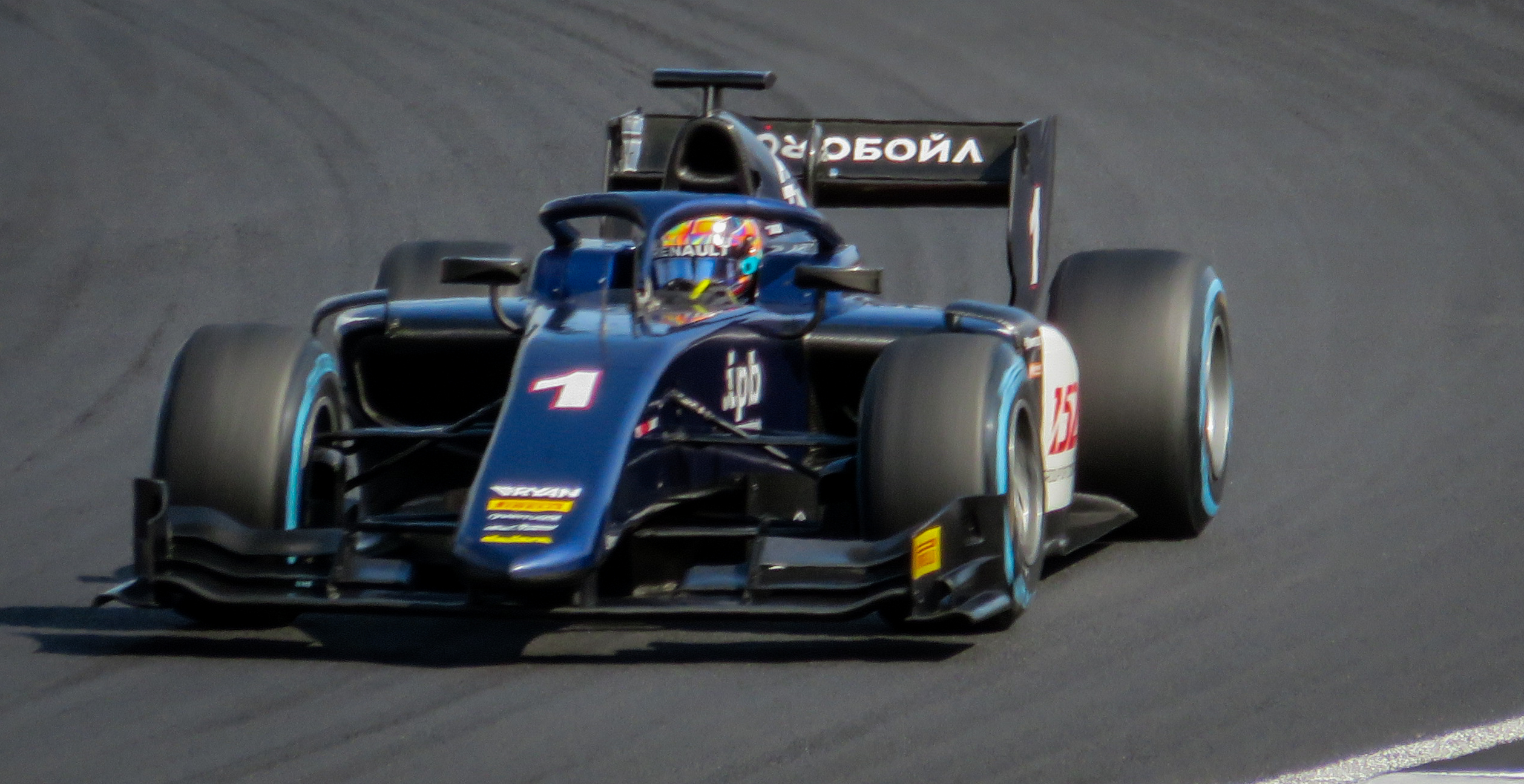
Markelov con Russian Time nel 2018.

Dalla stagione 2014 corre in GP2 (Rinominata Formula 2 dal 2017) con il team Russian Time. 
Nel 2016 vince la sua prima gara nella categoria a Monaco.
La stagione 2017 si rivela essere la sua migliore, con 5 vittorie, 7 podi totali e il secondo posto in campionato.
Nel 2018 vince tre gare e chiude al quinto posto in classifica.
Nella stagione 2019 fa una breve apparizione nelle gare di Monaco con il team MP Motorsport, in sostituzione di Jordan King, nel frattempo impegnato nella 500 miglia di Indianapolis. Riesce ad andare a punti in entrambe le gare.
Nel 2020 torna nella categoria con il team HWA Racelab al fianco di Giuliano Alesi. Ottiene 5 punti e si piazza diciottesimo in classifica generale.

### Formula 1
Nella stagione 2018 viene messo sotto contratto come "development driver" dalla Renault, del cui programma per giovani piloti Markelov fa parte. Il 1º agosto 2018 debutta su una monoposto di Formula 1, nei test collettivi dell'Hungaroring.

## Risultati

### Sommario
| Stagione | Categoria             | Team                      | Gare         | Vittorie     | Pole         | GPV          | Podi         | Punti        | Pos.         |
| -------- | --------------------- | ------------------------- | ------------ | ------------ | ------------ | ------------ | ------------ | ------------ | ------------ |
| 2011     | ADAC Formula Masters  | Motopark Academy          | 23           | 1            | 0            | 4            | 11           | 251          | 4º           |
| 2011     | Formula 3 Euro Series | Motopark                  | 3            | 0            | 0            | 0            | 0            | N/A          | N.C.†        |
| 2012     | Formula 3 tedesca     | Lotus                     | 27           | 2            | 0            | 1            | 3            | 155          | 7º           |
| 2013     | Formula 3 tedesca     | Lotus                     | 26           | 2            | 0            | 2            | 21           | 339          | 2º           |
| 2014     | GP2 Series            | Russian Time              | 22           | 0            | 0            | 0            | 0            | 6            | 24º          |
| 2015     | GP2 Series            | Russian Time              | 21           | 0            | 0            | 0            | 1            | 48           | 13º          |
| 2015     | Formula Toyota        | Giles Motorsport          | 16           | 0            | 0            | 0            | 3            | 525          | 8º           |
| 2016     | GP2 Series            | Russian Time              | 21           | 1            | 0            | 3            | 2            | 97           | 10º          |
| 2016     | Formula Toyota        | M2 Competition            | 15           | 0            | 0            | 0            | 5            | 588          | 8º           |
| 2017     | Formula 2             | Russian Time              | 22           | 5            | 1            | 6            | 7            | 210          | 2º           |
| 2018     | Formula 2             | Russian Time              | 24           | 3            | 0            | 5            | 7            | 186          | 5º           |
| 2018     | Formula 1             | Renault F1                | Collaudatore | Collaudatore | Collaudatore | Collaudatore | Collaudatore | Collaudatore | Collaudatore |
| 2019     | Super Formula         | UOMO Sunoco Team LeMans   | 5            | 0            | 0            | 1            | 0            | 0            | 21º          |
| 2019     | Formula 2             | MP Motorsport / BWT Arden | 6            | 0            | 0            | 0            | 0            | 16           | 16º          |
| 2020     | Formula 2             | BWT HWA Racelab           | 23           | 1            | 0            | 0            | 0            | 5            | 18º          |

† – Poiché Markelov era un pilota ospite, non poté ottenere punti.

### Risultati in GP2 Series
(legenda) (Le gare in grassetto indicano la pole position) (Gare in corsivo indicano Gpv)
| 2014    | Russian Time | MAL | MAL | BAH | BAH | SPA | SPA | MON | MON | GBR | GBR | GER | GER | UNG | UNG | BEL | BEL | ITA | ITA | SIN | SIN | ABU | ABU | 6  | 24º |
| 2014    | Russian Time | 15  | 10  | 11  | Rit | Rit | Rit | 21  | 16  | 18  | 17  | Rit | 12  | 16  | 20† | 7   | Rit | 21  | Rit | 16  | 12  | Rit | 19  | 6  | 24º |
| 2015    | Russian Time | BHR | BHR | CAT | CAT | MON | MON | RBR | RBR | SIL | SIL | HUN | HUN | SPA | SPA | MNZ | MNZ | SOC | SOC | BHR | BHR | YMC | YMC | 48 | 13º |
| 2015    | Russian Time | 13  | 12  | 12  | 5   | Rit | 14  | 5   | SQ  | 21  | 14  | 22  | 18  | 3   | 5   | 5   | 14  | Rit | 12  | 15  | 8   | Rit | C   | 48 | 13º |
| 2016    | Russian Time | CAT | CAT | MON | MON | BAK | BAK | RBR | RBR | SIL | SIL | HUN | HUN | HOC | HOC | SPA | SPA | MNZ | MNZ | SEP | SEP | YMC | YMC | 97 | 10º |
| 2016    | Russian Time | 4   | 4   | 1   | 8   | Rit | 5   | Rit | 11  | 10  | 12  | 9   | 4   | Rit | 9   | 5   | 21† | 10  | 10  | NP  | 13  | 3   | 7   | 97 | 10º |
| Legenda |              |     |     |     |     |     |     |     |     |     |     |     |     |     |     |     |     |     |     |     |     |     |     |    |     |

### Risultati in Formula 2
(legenda) (Le gare in grassetto indicano la pole position) (Le gare in corsivo indicano Gpv)
| Anno | Team                                  | 1   | 2   | 3   | 4   | 5   | 6   | 7    | 8    | 9    | 10   | 11  | 12  | 13   | 14   | 15  | 16  | 17  | 18  | 19  | 20  | 21   | 22   | 23   | 24   | Punti | Pos. |
| ---- | ------------------------------------- | --- | --- | --- | --- | --- | --- | ---- | ---- | ---- | ---- | --- | --- | ---- | ---- | --- | --- | --- | --- | --- | --- | ---- | ---- | ---- | ---- | ----- | ---- |
| 2017 | Russian Time                          | BAH | BAH | CAT | CAT | MON | MON | BAK  | BAK  | RBR  | RBR  | SIL | SIL | HUN  | HUN  | SPA | SPA | MNZ | MNZ | JER | JER | YMC  | YMC  |      |      | 210   | 2º   |
| 2017 | Russian Time                          | 1   | 8   | 8   | 9   | 2   | 5   | 4    | 5    | 8    | 1    | 4   | 3   | 17†  | 9    | 1   | Rit | 9   | 15  | 5   | 1   | 1    | 6    |      |      | 210   | 2º   |
| 2018 | Russian Time                          | BHR | BHR | BAK | BAK | CAT | CAT | MON  | MON  | LEC  | LEC  | RBR | RBR | SIL  | SIL  | HUN | HUN | SPA | SPA | MNZ | MNZ | SOC  | SOC  | YMC  | YMC  | 186   | 5º   |
| 2018 | Russian Time                          | 3   | 1   | Rit | Rit | 8   | 9   | 1    | 4    | 14   | 14   | 8   | 1   | 6    | 4    | 8   | 13  | 6   | 5   | 2   | 2   | 11   | 5    | 2    | 7    | 186   | 5º   |
| 2019 | MP Motorsport (7-8) BWT Arden (21-24) | BHR | BHR | BAK | BAK | CAT | CAT | MON  | MON  | LEC  | LEC  | RBR | RBR | SIL2 | SIL2 | HUN | HUN | SPA | SPA | MNZ | MNZ | SOC  | SOC  | YMC  | YMC  | 16    | 16º  |
| 2019 | MP Motorsport (7-8) BWT Arden (21-24) |     |     |     |     |     |     | 6    | 4    |      |      |     |     |      |      |     |     |     |     |     |     | Rit  | 10   | Rit  | Rit  | 16    | 16º  |
| 2020 | BWT HWA Racelab                       | RBR | RBR | RBR | RBR | HUN | HUN | SIL1 | SIL1 | SIL2 | SIL2 | CAT | CAT | SPA  | SPA  | MNZ | MNZ | MUG | MUG | MNZ | MNZ | SAK1 | SAK1 | SAK2 | SAK2 | 5     | 18º  |
| 2020 | BWT HWA Racelab                       | Rit | 18  | NP  | 16  | Rit | 14  | 18   | 11   | 19   | 11   | 12  | 16  | 16   | 8    | 17  | 16  | 8   | 20  | 15  | 12  | 22   | 10   | 13   | 20   | 5     | 18º  |

† Non ha terminato la gara, ma è stato ugualmente classificato avendo completato il 90% della distanza di gara.

### Partecipazioni in Formula 1
| 2018 | Scuderia        | Vettura        |  |  |  |  |  |  |  |  |  |  |  |  |  |  |  |    |  |  |  |  |  |  |  |  | Punti | Pos. |
| ---- | --------------- | -------------- |  |  |  |  |  |  |  |  |  |  |  |  |  |  |  | -- |  |  |  |  |  |  |  |  | ----- | ---- |
| 2018 | Renault F1 Team | Renault R.S.18 |  |  |  |  |  |  |  |  |  |  |  |  |  |  |  | SP |  |  |  |  |  |  |  |  |       |      |

| Legenda | 1º posto     | 2º posto | 3º posto    | A punti         | Senza punti/Non class.  | Grassetto – Pole position Corsivo – Giro più veloce |
| Legenda | Squalificato | Ritirato | Non partito | Non qualificato | Solo prove/Terzo pilota | Grassetto – Pole position Corsivo – Giro più veloce |